# Nicolás García Rivero
Nicolás García Rivero (Oviedo, 1853-1923) fue un arquitecto español.

## Biografía
Nació en Oviedo en 1853. Tras terminar sus estudios en Madrid, obtuvo plaza como arquitecto provincial de Palencia.

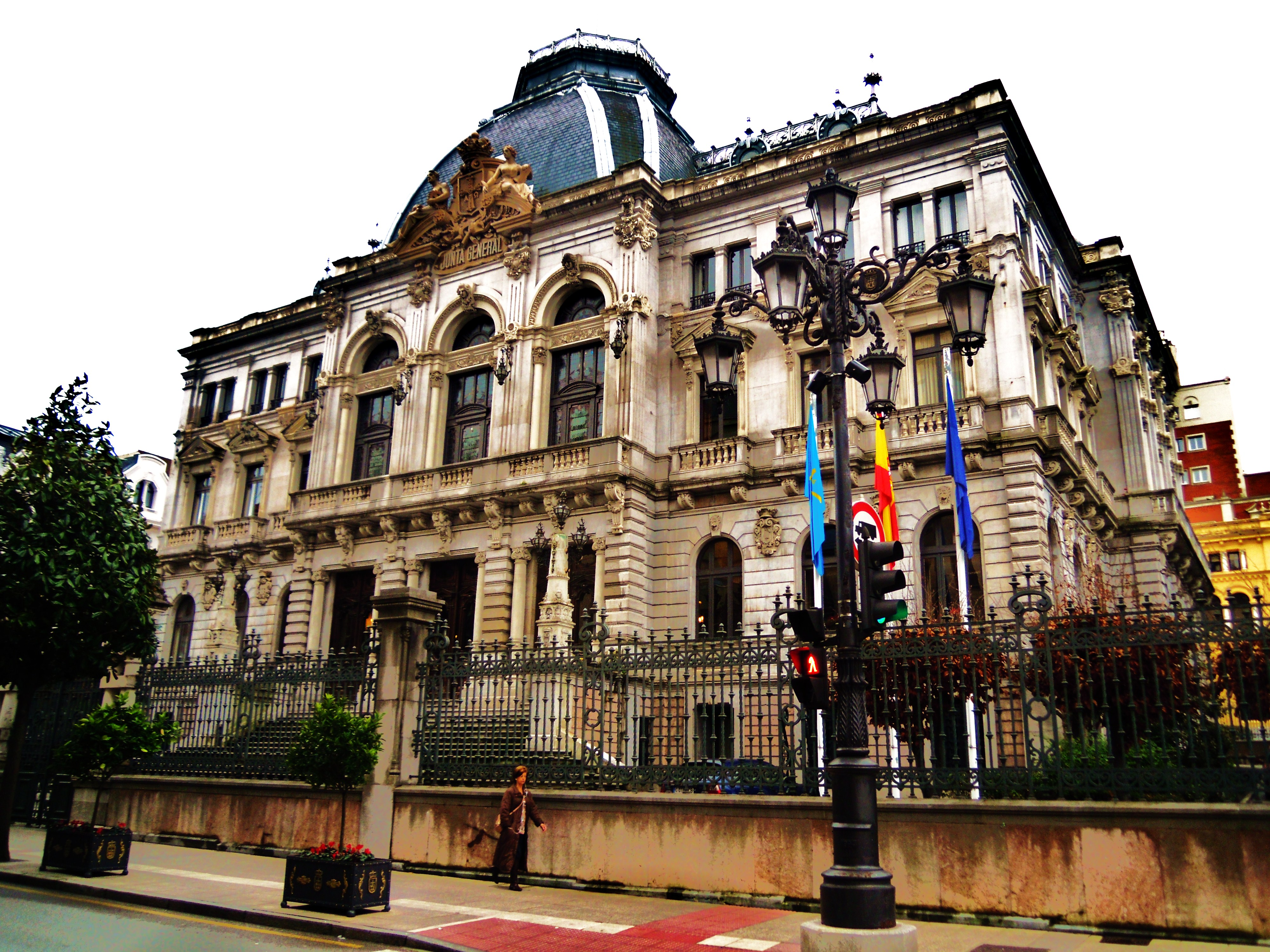
Palacio de la Junta General del Principado de Asturias

En 1885, el obispo Ramón Martínez Vigil le encarga el proyecto de la Colegiata de Covadonga y lo designa arquitecto diocesano. Entonces, se traslada en Asturias donde, en 1896 fue nombrado arquitecto provincial, encargándose de la factura de nuevos edificios para los ayuntamientos de pueblos y villas asturianas: Cabañaquinta, Pola de Allande, Tineo, Mieres, Cudillero y Villaviciosa, el edificio más bello y logrado de los que hizo, realizado junto a Antonio Suardía Valdés. Sin embargo, su obra más destacada y conocida es el Palacio de la Diputación provincial, de estilo francés, realizado en la década de 1910.
Las estructuras más destacadas que realizó fueron la escalinata central de mármol blanco con columnas coronadas por leones y una vidriera cubre el patio, ambas en el citado Palacio de la Diputación.